# Æthelred II van Northumbria
Æthelred II was koning van Northumbria in de tweede helft van de 9de eeuw. Hij volgde zijn vader Eanred op.

## Context
Æthelred II leefde in een woelige periode in de geschiedenis van Northumbria, waar koningen werden afgezet of vermoord. Zelf werd hij afgezet door Readwulf rond het jaar 858. Datzelfde jaar sneuvelde Readwulf in de strijd tegen de Vikingen. Æthelred II heroverde zijn troon, maar ook hij zou kort nadien het leven laten tegen de Vikingen. Hij werd opgevolgd door Osberht.
De datering van zijn regeerperiode is gebaseerd op de numismatiek. De laatst teruggevonden munten van zijn vader Eanred, dateren van het jaar 850.